# Ferreiros de Tendais
Ferreiros de Tendais es una freguesia portuguesa del concelho de Cinfães, con 16,37 km² de superficie y 802 habitantes (2001). Su densidad de población es de 49,0 hab/km².